# Волк, Степан Лукич
Степан Лукич Волк — советский хозяйственный и государственный деятель, лауреат Государственной премии СССР за выдающиеся достижения в труде.

## Биография
Родился в 1934 году в деревне Матиевичи ныне Жабинского района Брестской области. Член КПСС.
В 1956—1991 — строитель, бригадир комплексной бригады ПМК-8 треста «Брестсельстрой».
За внедрение годовых планов загрузки бригад и поточных методов строительства был в составе коллектива удостоен Государственной премии СССР за выдающиеся достижения в труде 1980 года.
Пропал без вести, заблудившись в лесу, 20 августа 2017 года, через три дня поисков был обнаружен волонтерами ПСО «Ангел» в тяжелом состоянии, умер 1 сентября 2017 года в Бресте.

## Награды
- Орден Ленина (1966)
- Орден Трудовой Славы II степени (1986)
- Орден Трудовой Славы III степени (1975)